# Spoorlijn Bad Krozingen - Münstertal
De spoorlijn Bad Krozingen - Münstertal/Sulzburg ook wel Münstertalbahn genoemd is een Duitse spoorlijn onder beheer van Südwestdeutsche Verkehrs-Aktiengesellschaft (SWEG).

## Geschiedenis
Het traject werd door de Berliner Firma Vering & Waechter op 24 december 1894 geopend. In verband met de elektrificatie van het traject is deze tussen 29 mei 2012 en maart 2013 gesloten. Voor de treindienst worden twee treinstellen van het Bombardier type Talent 2 aangeschaft.

## Treindiensten

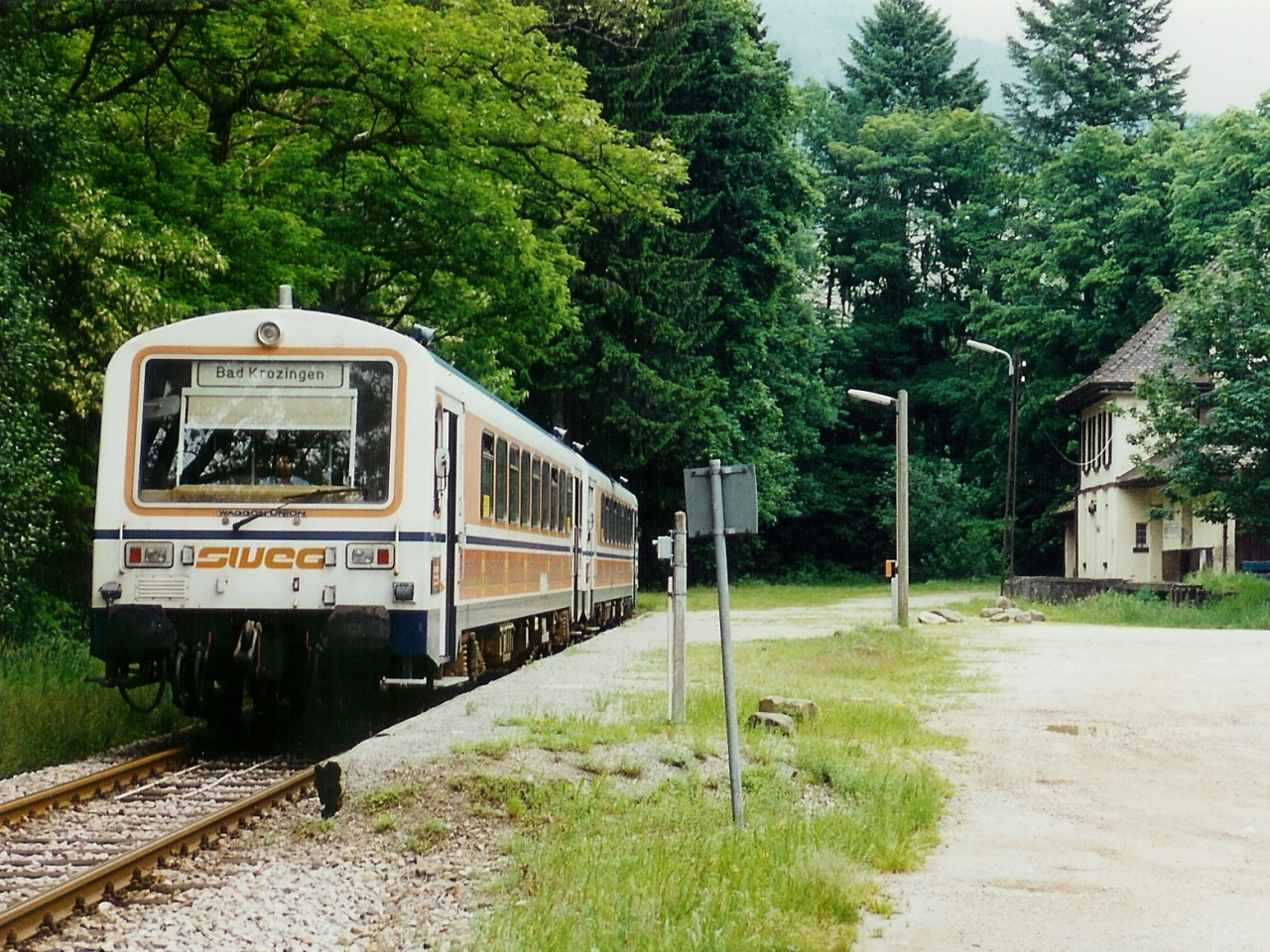
NE 81 in station Münstertal

### SWEG
De Südwestdeutsche Verkehrs-Aktiengesellschaft (SWEG) verzorgt het personenvervoer op dit traject RB-treinen.

## Aansluitingen
In de volgende plaatsen is of was er een aansluiting van de volgende spoorlijnen:

### Bad Krozingen
- Rheintalbahn, spoorlijn tussen Mannheim en Basel

## Elektrische tractie

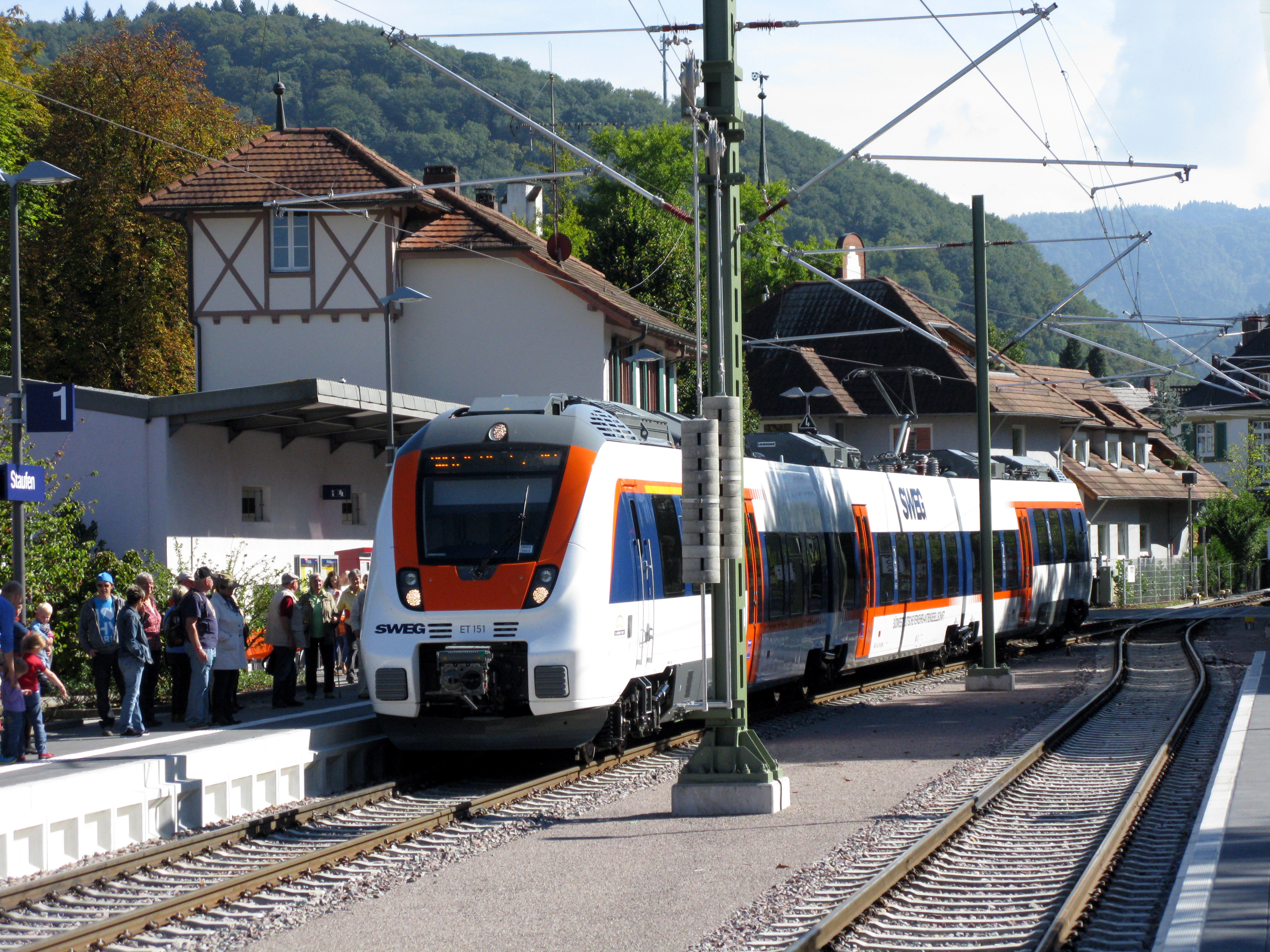
Talent 2 in station Syaufen

Het traject wordt sinds 15 juli 2013 geëlektrificeerd met een spanning van 15.000 volt 16⅔ Hz wisselstroom.